# Reinoudina de Goeje
Reinoudina (Reintje) de Goeje (Lippenhuizen, 9 april 1833 – Rotterdam, 6 februari 1893), ook bekend onder pseudoniem Agatha, was kinderboekenschrijfster, vertaalster en tijdschriftredactrice.

## Levensloop
De Goeje werd geboren als oudste dochter van de Nederlands hervormde predikant Pieter de Goeje (1806-1854) en Wilhelmina Schilling (1810-1872). Na Reinoudina volgden nog acht kinderen, vijf zoons en drie dochters, van wie er vier vóór hun twintigste levensjaar stierven. De dochters kregen in de eerste plaats de gangbare educatie voor meisjes in die jaren: zij volgden catechisatie, leerden handwerken en kregen piano- en zangles. Daarbij kregen zij na de lagere school ook les in Frans, Duits en Engels van hun broers en vader.
In eerste instantie begon De Goeje met schrijven om haar moeder financieel te ondersteunen in het huishouden: na tientallen kinder- en jeugdboeken verwierf zij een vooraanstaande plek binnen het genre van de tweede helft van de negentiende eeuw.
Van 1870 tot 1878 was De Goeje als redactrice verbonden aan het feministische vrouwenblad Ons Streven. Dit blad zette zich in voor zaken als uitbreiding van onderwijs- en arbeidsmogelijkheden voor meisjes en vrouwen. De Goeje gaf in een artikel aan zich niet in te willen zetten voor wat zij noemde "damespolitiek", maar vrouwen de ontwikkelingen te kunnen laten volgen ten aanzien van de politiek. 
Naast haar werk voor Ons Streven, was zij ook medewerkster van De Tijdspiegel en De Oude Huisvriend en van de jeugdtijdschriften Lelie- en Rozeknoppen en Ons Genoegen. Vanaf 1875 tot haar dood zat De Goeje in de redactie van ’t Jonge volkje.

## Bibliografie

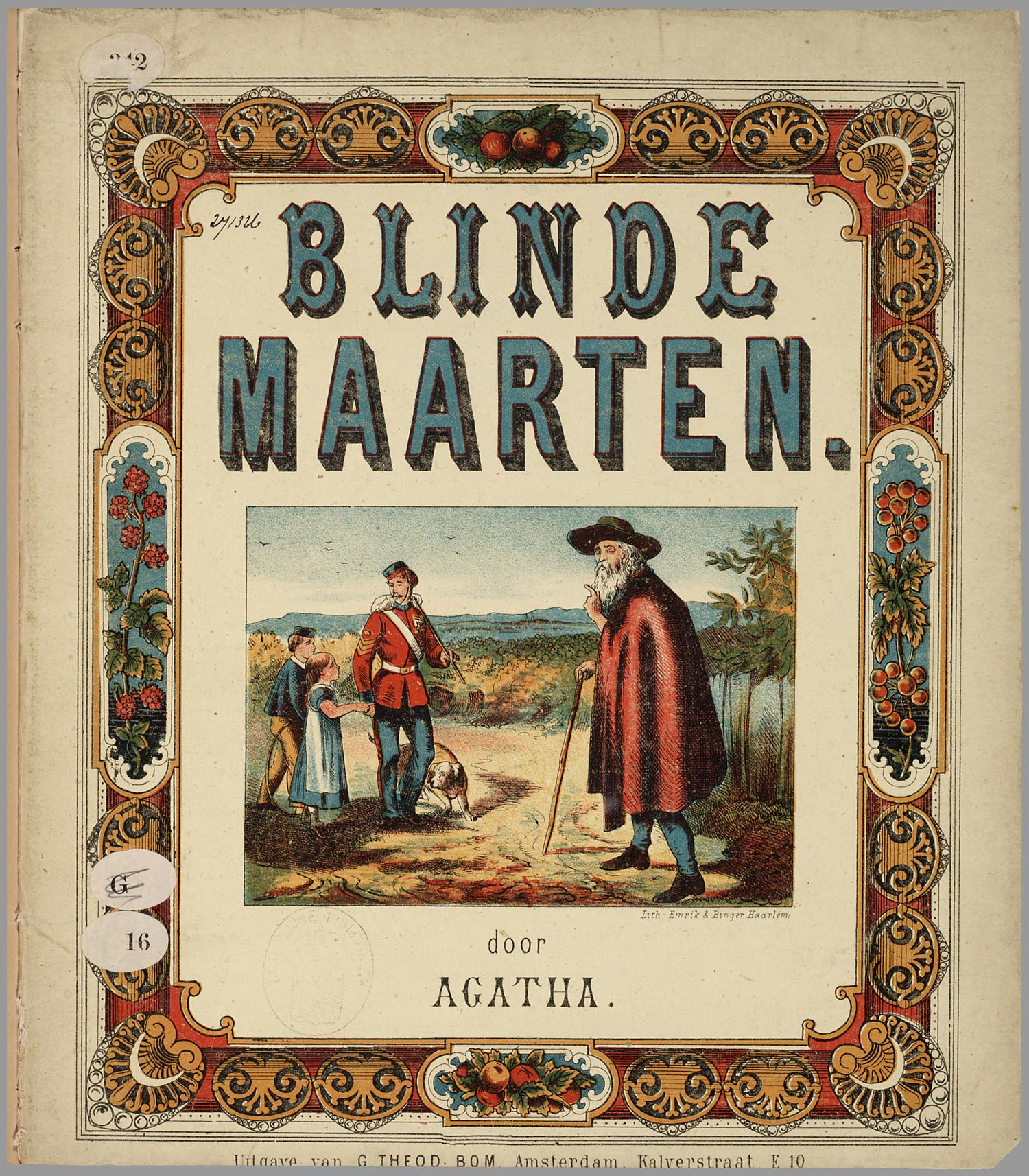
"Blinde Maarten", gepubliceerd door Gerardus Theodorus Bom

## Vertalingen door Reinoudina de Goeje
- Ruth en hare vriendinnen (1859). Naar het Engels
- De sprookjes van Moeder de Gans (1866). Bewerking van: Contes de ma mère l'Oye, ou histoires ou contes du temps passé van Charles Perrault, 1697. Bevat: 1. Asschepoester. 2. De gelaarsde kat. 3. Roodkapje. 4. Riket met de kuif. 5. Klein Duimpje. 6. Blauwbaard. 7. De schoone slaapster in het bosch. 8. Ezelsvel
- Vertellingen (1870). Vert. van: Thüringer Erzählungen van Eugenie Marlitt, 1869
- Sprookjes (1872). Vert. van: Märchen van Wilhelm Hauff, 1871
- Op eigen wieken drijven. Novellen uit het Hoogduitsch (1872). Oorspr. auteur genoemd in inleiding: Emma Laddeij
- Prettige daagjes (ca. 1873). Bevat: De mazelentijd; In de kinderkamer; Naar buiten; Prettige daagjes. Bew. van: Punch and Judy van Aunt Louisa, pseud. van Laura Jewry Valentine, 1873
- Mooi Elsje (1874). Vert. van: Beauty and the beast van Walter Crane, 1874
- De olifanten en de muisjes (1876). Naar het Hoogduitsch
- Het kleine prinsesje (1878). Vert. van: Prinzesschen Eva van Clementine Helm, 1875
- Licht en donker in een meisjesleven (1878). Vert. van: Licht und Schatten aus dem Leben junger Mädchen van Clara Cron, 1871
- Frida en haar nichtjes (1878). Bew. van: Lebende Blumen van Sophie Verena, 1878
- Tooneeltjes uit het familieleven (1879). Vert. van: Nos filles et nos fils van Legouvé, 1875
- Victor en andere vertellingen (ca. 1880). Vert. van: Siebenmeilenstiefel van Clementine Helm, 1878
- * Frida en haar nichtjes (1902). Bew. van: Lebende Blumen van Sophie Verena, 1878
- Sprookjes uit de oude doos (1882). Vert. van: Contes des fées van mevrouw d'Aulnoy, 1882
- De goudgelokte fee. Een verhaal (1886). Vert. van: Elschen Goldhaar van Clementine Helm, 1883
- De herberg in het Spessart-Gebergte (1887). Vert. van: Das Wirtshaus im Spessart van Wilhelm Hauff, 1880
- Jan Goedbloed te paard (ca. 1890). Bewerking van: The diverting history of John Gilpin van William Cowper en Randolph Caldecott, 1878
- De pleegdochter van den goochelaar. Uit het Frans bewerkt van Louis Ulbach
- Robinson Crusoë (1893). Bewerking van het verhaal van Daniel Defoe, naar de uitgave die verscheen bij Dean and Son, London, 1893
- Roodkapje (1893). Bewerking van het verhaal van de Gebroeders Grimm, naar de uitgave die verscheen bij Dean and Son, London 1893
- Asschepoetster (1893). Bew. van het oorspronkelijke sprookje van Charles Perrault, naar de uitgave die verscheen bij Dean and Son, London 1893